# Osbornellus rotundus
Osbornellus rotundus är en insektsart som beskrevs av Beamer 1937. Osbornellus rotundus ingår i släktet Osbornellus och familjen dvärgstritar. Inga underarter finns listade i Catalogue of Life.